# UN číslo

UN číslo pro benzín (dole; nahoře odpovídající Kemlerův kód)

UN číslo je charakteristické čtyřčíslí, přiřazené dnes asi 3000 látkám a jejich směsím, které látku nebo směs jednoznačně identifikuje. Musí být společně s Kemlerovým kódem uvedeno na každém vozidle používaném při přepravě látek, které spadají do seznamu látek, jejichž přeprava se řídí dle ADR) či RID. Látky identifikuje vždy čtyřmístné číslo (v případě potřeby se doplňuje kód číslem 0).
V silniční, železniční a ve vnitrozemské vodní dopravě se přepravované nebezpečné věci označují oranžovými tabulkami, kde v horní části tabulky je identifikační číslo nebezpečnosti označující povahu nebezpečí (tzv. Kemlerův kód) a ve spodní části tabulky je uvedeno identifikační číslo látky, tj. UN číslo.